# Laila Rouass
Laila Rouass (née le 22 juin 1971 à Londres) est une actrice britannique d'origine marocaine Elle est plus connue pour ses rôles dans les séries télévisées Nick Cutter et les Portes du temps et Femmes de footballeurs.

## Biographie
Née à Londres, d'un père marocain et d'une mère indienne, elle poursuit des études en gestion et management à Paris puis elle retourne en Angleterre où elle intègre la Lee Strasberg Drama School pour s’orienter vers la comédie. Elle devient animatrice de télévision sur MTV Asia et mannequin. Laila Rouass devient mannequin professionnelle chez Chanel, puis Versace. Elle participe à des vidéo-clips d’Elton John et de Michael Bolton.
Elle joue dans Death of the Doctor, un épisode de The Sarah Jane Adventures où elle joue le Colonel Karim.